# 金佐鎮
金佐鎮（韓語：김좌진；1889年12月16日—1930年1月24日），字明汝，號白冶，韓國獨立運動家，北路军政署创建人，青山里战役主要领导人之一，获韩国追授建国勋章。

## 生涯

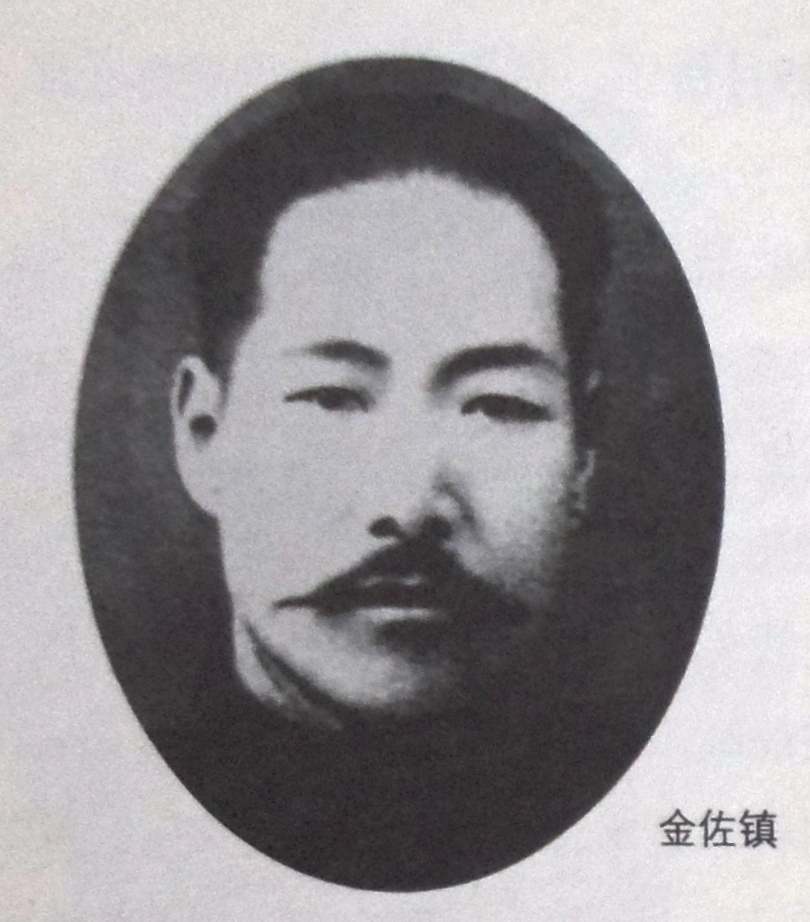
金佐鎮

金佐镇1889年12月16日（农历11月24日）出生于今韩国忠清南道洪城郡的一个地主家庭，3岁时丧父，16岁开始帮助母亲管理家业。1905年，金佐镇从大韩帝国陸軍武官學校毕业:129，当时正值日本强迫韩国签订不平等条约“乙巳条约”。受到当时爱国启蒙教育和东学党废除贫富贵贱、一律平等思想的影响，金佐镇当众烧毁了自家地契，将土地分给了佃农。他还建立湖明学校，传播新学，对韩国民众进行爱国主义启蒙教育:129。1910年，日本吞并朝鲜半岛后，他设立了贸易公司“怡昌洋行”，并以“怡昌洋行”为据点从事反日独立运动资金筹集和秘密联络工作:129。1915年，他被日本警察逮捕入狱:129。
1917年，金佐镇出狱后亡命中国东北，在吉林省汪清县加入韩国大倧教领袖徐一领导的抗日武装团体“正义团”。1918年，金佐镇与徐一在汪清县春明乡西大沟坡密林地带组建“北路军政署”，徐一任总裁，金佐镇任总司令。北路军政署在汪清县十里坪建立了士官学校培养军事人才:129。通过从俄罗斯海参崴购买军火，北路军政署已经发展成为极具战斗力的武装队伍。日本人得知情况后，在1920年9月要挟张作霖在15天内武力驱逐北路军政署离开汪清县西大沟坡密林地带，并调遣出兵西伯利亚南下的日本军第19师团和罗南第20师团夹攻转移出来的北路军政署:129。
北路军政署从张作霖部下孟德富团长得知日军的计划后，提前在1920年10月5日转移到和龙县青山里地区，占据有利地形。10月20日，北路军政署与日军在青山里遭遇。经过10余次的交火，2000余名北路军政署士，利用有利地势，以少胜多打败的2万人的日军，日军惨败，史称“青山里战役” :129。1920年11月20日，金佐镇的部队和洪范图、池青天的部队，以及大韩独立军、义军府、血诚团、正义军政司等实现大联合，成立“大韩国独立军团”，兵力规模达到3500余人。徐一总裁，金佐镇、洪范图、曹成焕任副总裁，金奎植任总司令:129。

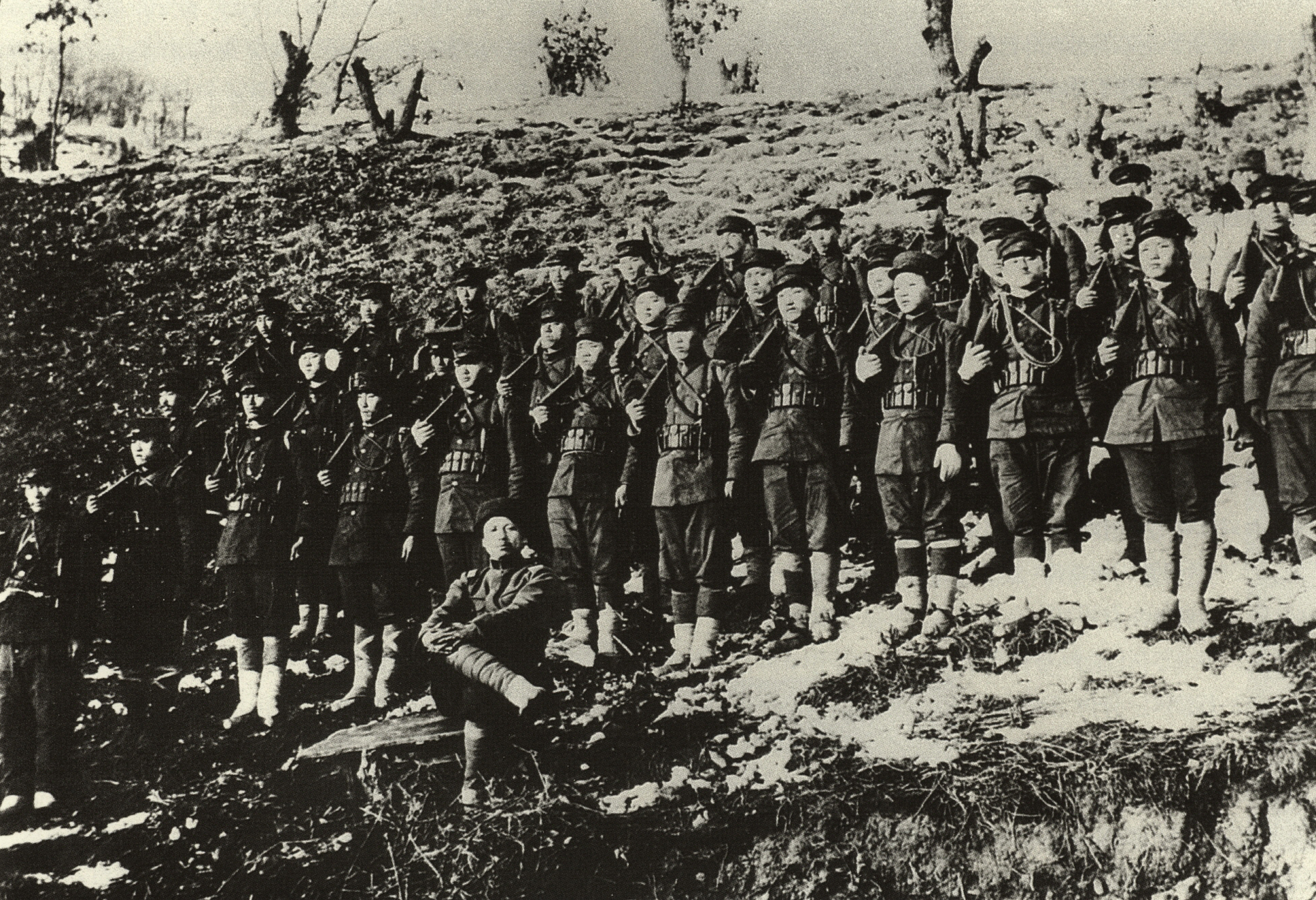
青山里战斗胜利后的北路军政署队员，坐在前面的是金佐镇

1922年6月，发生黑河事变，大韩独立军团牺牲甚多。1925年3月15日，金佐镇在满洲，带领500余名战士成立了带有流亡政府性质的“新民府”，出任军事部委员长兼司令，并在穆棱县兴建“城东士官军校”:129。为联合统一各武装抗日团体，1925-1928年，金佐镇两次促成召开民族团体会议，并建立了“民族唯一党在满促进会”。与此同时，他还与国民党东北三省负责人达成建立韩中联军的协议，但都被张作霖破坏。
1929年7月，金佐镇在新民府的基础上成立了韩族联合会，本部设在宁安县山市镇（現海林市），并出任主席。为筹集独立军的活动资金，金佐镇在山市火车站附近办起了一个碾米厂。1930年1月24日，金佐镇在碾米厂被变节者朴尚實暗杀身亡，时年42岁。1962年，韩国政府追授他大韩民国建国勋章。

## 纪念
- 韩国2013年8月13日下水的第四代1800吨级金佐镇号潜艇以金佐镇命名[5]。
- 中国黑龙江省牡丹江市海林市山市镇道南村金佐镇旧居建有金佐镇纪念馆[6]。
- 2018年，韩国陆军士官军校为纪念三一运动99周年，在校园内立金佐镇和洪范图、池青天、李范奭、李会荣5位抗日独立运动家的半身像[7]。

## 親族
- 儿子：金斗汉
- 孙女：金乙东
  - 外曾孙：宋一國

## 外部連結
- Profile by the Hongseong County government
-  Kim Jwa-jin Memorial League
-  KoreanDB profile （页面存档备份，存于）